# M7 (銃剣)

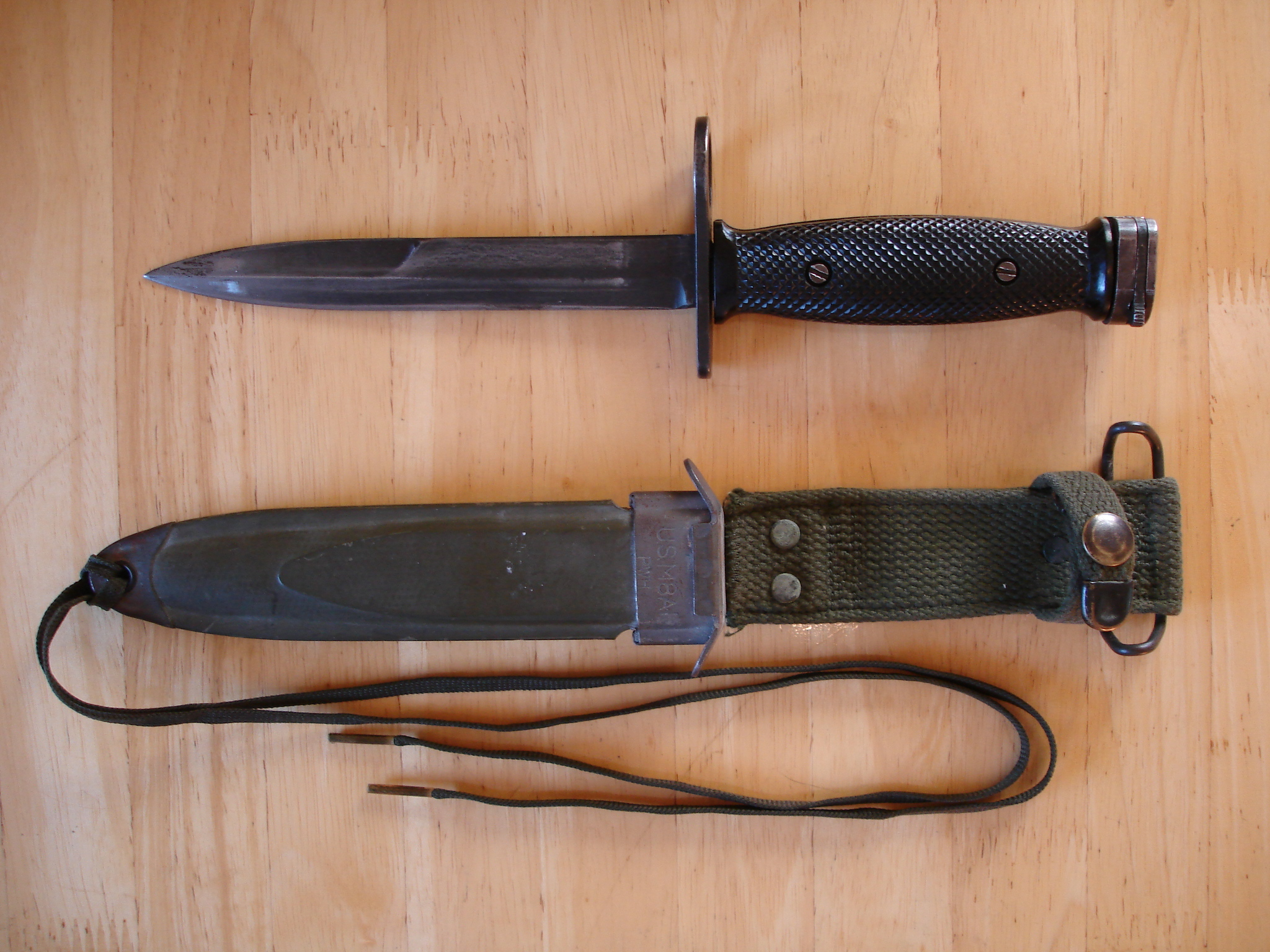
M7銃剣とM8A1鞘

M7銃剣（M7 bayonet）は、アメリカ軍で使用されているM16系統の自動小銃に装着する銃剣。1964年に導入された。

## 概要
M7銃剣は、型の古い銃剣、M14用のM6に基づいて作られたため、形が酷似している。
もっとも、トレンチガン用のM3、U.S.M1カービン用のM4、M1ガーランド用のM5の各種銃剣も酷似しており、基本的に同じデザインが大戦期から受け継がれてきたといえる。そのため、M3-M7銃剣は、同じM8鞘に収納することができる。M8は、M4銃剣の時に採用されたもので、ダブルクリップを追加し、先端に金属製の補強を施したM8A1がM7銃剣の登場時には既に採用されていた。後に、改良型のM10鞘も登場する。
M7銃剣はアメリカ陸軍ではM9銃剣、アメリカ海兵隊ではOKC-3S銃剣に置き換えられたが、シンガポール軍、ベトナム人民陸軍、ニュージーランド陸軍、コロンビア陸軍では現役である。